# Shorttrack-Juniorenweltmeisterschaften 2018
Die Shorttrack-Juniorenweltmeisterschaften 2018 wurden vom 2. bis 4. März 2018 in der Arena Lodowa in Tomaszów Mazowiecki, Polen ausgetragen.

## Ergebnisse

### Juniorinnen
| Event              | Gold                                                                  | Gold         | Silber                                                        | Silber       | Bronze                                                                  | Bronze       |
| ------------------ | --------------------------------------------------------------------- | ------------ | ------------------------------------------------------------- | ------------ | ----------------------------------------------------------------------- | ------------ |
| Mehrkampf          | Kim Ji-yoo                                                            | 94 Punkte    | Courtney Lee Sarault                                          | 84 Punkte    | Maame Biney                                                             | 52 Punkte    |
| 500 m              | Maame Biney                                                           | 44,305 s.    | Petra Jászapáti                                               | 44,359 s.    | Xandra Velzeboer                                                        | 44,544 s.    |
| 1000 m             | Kim Ji-yoo                                                            | 1:34,251 min | Courtney Lee Sarault                                          | 1:34,301 min | Maame Biney                                                             | 1:34,592 min |
| 1500 m             | Kim Ji-yoo                                                            | 2:46,542 min | Courtney Lee Sarault                                          | 2:46,667 min | Han Soo-lim                                                             | 2:46,768 min |
| 1500-m-Superfinale | Courtney Lee Sarault                                                  | 2:24,254 min | Kim Ji-yoo                                                    | 2:24,335 min | Petra Jászapáti                                                         | 2:24,877 min |
| 3000-m-Staffel     | Kanada Alyson Charles Danaé Blais Courtney Lee Sarault Claudia Gagnon | 4:17,775 min | Japan Rina Yamana Seina Yokohama Aoi Watanabe Shione Kaminaga | 4:18,275 min | Italien Ilaria Cotza Gloria Confortola Gloria Ioriatti Elisa Confortola | 4:25,775 min |

### Junioren
| Event              | Gold                                                             | Gold         | Silber                                                                            | Silber       | Bronze                                                             | Bronze       |
| ------------------ | ---------------------------------------------------------------- | ------------ | --------------------------------------------------------------------------------- | ------------ | ------------------------------------------------------------------ | ------------ |
| Mehrkampf          | Hong Kyung-hwan                                                  | 102 Punkte   | Lee June-seo                                                                      | 83 Punkte    | Park Jang-hyuk                                                     | 55 Punkte    |
| 500 m              | Lee June-seo                                                     | 41,659 s.    | Hong Kyung-hwan                                                                   | 41,837 s.    | Quentin Fercoq                                                     | 42,206 s.    |
| 1000 m             | Hong Kyung-hwan                                                  | 1:30,743 min | Park Jang-hyuk                                                                    | 1:30,839 min | Lee June-seo                                                       | 1:30,898 min |
| 1500 m             | Hong Kyung-hwan                                                  | 2:32,908 min | Kazuki Yoshinaga                                                                  | 2:33,017 min | Park Jang-hyuk                                                     | 2:33,020 min |
| 1500-m-Superfinale | Lee June-seo                                                     | 2:26,362 min | Park Jang-hyuk                                                                    | 2:27,031 min | Hong Kyung-hwan                                                    | 2:27,146 min |
| 3000-m-Staffel     | Japan Katsunori Koike Kazuki Yoshinaga Ryuta Inoue Shuta Matsuzu | 4:01,417 min | Russland Wladimir Moskwitschew Sergei Milowanow Konstantin Iwlijew Pawel Sitnikow | 4:01,625 min | Niederlande Hugo Bosma Jasper Brunsmann Friso Emons Bram Steenaart | 4:15,319 min |